# Hadrothemis scabrifrons
Hadrothemis scabrifrons là một loài chuồn chuồn ngô thuộc họ Libellulidae. Nó được tìm thấy ở Kenya, Malawi, Mozambique, Tanzania, Zambia, và Zimbabwe. Môi trường sống tự nhiên của nó là các khu rừng đất thấp ẩm nhiệt đới và cận nhiệt đới. Nó bị đe dọa do mất môi trường sống.